# Länsmuseum
Ett länsmuseum är en typ av museum i Sverige, som i huvudsak är inriktat på regional konst- och kulturhistoria. Tillsammans med länsstyrelsen ansvarar länsmuseerna även för kulturminnesvården inom länet. 

## Historia
Organisationerna som dagens länsmuseer har sina rötter i har i majoriteten utvecklats under mitten och mot slutet av 1800-talet. Samhället präglades av stora förändringar som industrialisering, urbanisering och inom utbildningssystemet med introduktionen av folkskolan. Att utforska och bevara historien och kulturarvet, särskilt den lantliga allmogekulturen, blev i den omvälvande tiden ett område av stort intresse som många engagerade sig i. I flera av länen bildades fornminnesföreningar och hembygdsförbund som i många fall byggde upp samlingar som senare blir grunden för länsmuseernas samlingar. Den första fornminnesföreningen bildades i Örebro län år 1856, och hette Nerikes folkspråk och fornminnen. Den första dedikerade länsmuseibyggnaden stod klar i Växjö år 1885 och byggdes till Smålands museum. Det yngsta länsmuseet är Stockholms läns museum som grundades år 1983. Länsmuseerna i sin nuvarande form började utformas på 1930-talet. Deras utveckling är starkt knuten till länen och senare regionernas politiska form. En viktig milstolpe var tillkomsten av landsantikvarierna genom 1942-års fornminneslag. Idag innehar länsmuseernas chefer landsantikvarietjänsten. På 1960- och 1970-talet var decentralisering av kulturpolitiken och kommunernas reformering viktiga faktorer för länsmuseernas utveckling.
2025 finns ett länsmuseum i alla svenska län. Länsmuseerna lyder under museilagen. De har olika organisationsformer; vissa är stiftelser (som till exempel Jönköpings läns museum), andra en del av regionen som exempelvis Sörmlands museum. Ett undantag är Smålands museum som själv är en stiftelse men drivs av ett kommunalt ägt bolag. Deras budget utgörs delvis av bidrag från regionerna och kommunerna enligt kultursamverkansmodellen, dock varierar hur stor del av deras budget utgörs av offentliga medel.

## Länsmuseernas samarbetsråd
År 1954 bildades Länsmuseernas samarbetsråd för att vara ett samlande organ för de olika länsmuseerna i Sverige, ett centrum för kunskapsutbyte och verka för länsmuseernas gemensamma intressen. Rådet har 24 medlemmar (2023).

## Jämför även
- Hembygdsmuseum
- Stadsmuseum
- Centralmuseum
- Länsmusiken
- Länsteater